# Ukrajinka (przystanek kolejowy)
Ukrainka (ukr. Українка) – przystanek kolejowy w miejscowości Dębiny, w rejonie rówieńskim, w obwodzie rówieńskim, na Ukrainie. Nazwa pochodzi od pobliskiej miejscowości Ukrajinka.